# Internationaux de Strasbourg 2022
Internationaux de Strasbourg 2022 byl tenisový turnaj pořádaný jako součást ženského okruhu WTA Tour, který se odehrával na otevřených antukových dvorcích městského areálu Tennis Club de Strasbourg. Probíhal mezi 15. až 21. květnem 2022 ve francouzském Štrasburku jako třicátý šestý ročník turnaje. Představoval poslední přípravu před pařížským grandslamem Roland Garros.
Turnaj dotovaný 203 024 dolary patřil do kategorie WTA 250. Nejvýše nasazenou singlistkou se stala světová šestka Karolína Plíšková z Česka, kterou v semifinále vyřadila Kaja Juvanová.
Čtrnáctý singlový titul na okruhu WTA Tour a první z venkovní červené antuky vybojovala Němka Angelique Kerberová, která se stala první levorukou šampionkou. První společně odehranou čtyřhru proměnil v trofej americko-australský pár Nicole Melicharová-Martinezová a Darja Savilleová, jehož členky ve Štrasburku triumfovaly podruhé.

## Rozdělení bodů a finančních odměn

### Rozdělení bodů
| Soutěž  | Soutěž | vítězky | finalistky | semifinalistky | čtvrtfinalistky | 16 v kole | 32 v kole | Q  | Q2 | Q1 |
| ------- | ------ | ------- | ---------- | -------------- | --------------- | --------- | --------- | -- | -- | -- |
| dvouhra | [ 1 ]  | 280     | 180        | 110            | 60              | 30        | 1         | 18 | 12 | 1  |
| čtyřhra | [ 4 ]  | 280     | 180        | 110            | 60              | 1         | —         | —  | —  | —  |

### Finanční odměny
| Soutěž                                | Soutěž      | vítězky  | finalistky | semifinalistky | čtvrtfinalistky | 16 v kole | 32 v kole | Q2      | Q1      |
| ------------------------------------- | ----------- | -------- | ---------- | -------------- | --------------- | --------- | --------- | ------- | ------- |
| dvouhra                               | [ 1 ] [ 5 ] | 26 770 € | 15 922 €   | 8 871 €        | 5 000 €         | 3 311 €   | 2 286 €   | 1 904 € | 1 410 € |
| čtyřhra                               | [ 4 ]       | 9 680 €  | 5 400 €    | 3 185 €        | 1 895 €         | 1 150 €   | —         | —       | —       |
| částky ve čtyřhře jsou uváděny na pár |             |          |            |                |                 |           |           |         |         |

## Ženská dvouhra

### Nasazení
| Stát                          | Hráčka               | WTA | Nasazení |
| ----------------------------- | -------------------- | --- | -------- |
| Česko                         | Karolína Plíšková    | 6.  | 1.       |
| Německo                       | Angelique Kerberová  | 19. | 2.       |
| Rumunsko                      | Sorana Cîrsteaová    | 26. | 3.       |
| Belgie                        | Elise Mertensová     | 33. | 4.       |
| Čína                          | Čang Šuaj            | 42. | 5.       |
| USA                           | Sloane Stephensová   | 49. | 6.       |
| Česko                         | Tereza Martincová    | 53. | 7.       |
| Polsko                        | Magda Linetteová     | 54. | 8.       |
| Švýcarsko                     | Viktorija Golubicová | 56. | 9.       |
| Žebříček WTA k 9. květnu 2022 |                      |     |          |

### Jiné formy účasti
Následující hráčky obdržely divokou kartu do hlavní soutěže:
- Angelique Kerberová
- Carole Monnetová
- Karolína Plíšková
- Samantha Stosurová

Následující hráčka nastoupila pod žebříčkovou ochranou:
- Darja Savilleová

Následující hráčky postoupily z kvalifikace:
- Julie Gervaisová
- Lina Glušková
- Jekatěrina Makarovová
- Aljaksandra Sasnovičová

Následující hráčky postoupily z kvalifikace jako šťastné poražené:
- Nefisa Berberovićová
- Angelina Gabujevová
- Katharina Hobgarská
- Yana Mordergerová

### Odhlášení
před zahájením turnaje
- Jekatěrina Alexandrovová → nahradila ji  Anna-Lena Friedsamová
- Madison Brengleová → nahradila ji  Ana Konjuhová
- Camila Giorgiová → nahradila ji  Nefisa Berberovićová
- Anhelina Kalininová → nahradila ji   Angelina Gabujevová
- Barbora Krejčíková → nahradila ji  Kaja Juvanová
- Tereza Martincová → nahradila ji  Yana Mordergerová
- Jeļena Ostapenková → nahradila ji  Harmony Tanová
- Jasmine Paoliniová → nahradila ji  Heather Watsonová
- Alison Riskeová → nahradila ji  Bernarda Peraová
- Shelby Rogersová → nahradila ji  Océane Dodinová
- Jelena Rybakinová → nahradila ji  Diane Parryová
- Kateřina Siniaková → nahradila ji   Varvara Gračovová
- Clara Tausonová → nahradila ji  Maryna Zanevská
- Jil Teichmannová → nahradila ji  Katharina Hobgarská
- Markéta Vondroušová → nahradila ji  Fiona Ferrová

## Ženská čtyřhra

### Nasazení
| Stát                                                                      | Hráčka         | Stát             | Hráčka             | WTA | Nasazení |
| ------------------------------------------------------------------------- | -------------- | ---------------- | ------------------ | --- | -------- |
| Česko                                                                     | Lucie Hradecká | Indie            | Sania Mirzaová     | 52. | 1.       |
| Japonsko                                                                  | Šúko Aojamová  | Čínská Tchaj-pej | Čan Chao-čching    | 54. | 2.       |
| Čína                                                                      | Sü I-fan       | Čína             | Jang Čao-süan      | 69. | 3.       |
| Čínská Tchaj-pej                                                          | Latisha Chan   | Austrálie        | Samantha Stosurová | 79. | 4.       |
| Žebříček WTA k 9. květnu 2022; číslo je součtem umístění obou členek páru |                |                  |                    |     |          |

### Jiné formy účasti
Následující pár obdržel divokou kartu:
- Bibiane Schoofsová /  Rosalie van der Hoeková

### Odhlášení
před zahájením turnaje
- Kirsten Flipkensová /  Nicole Melicharová-Martinezová → nahradily je  Nicole Melicharová-Martinezová /  Darja Savilleová

## Přehled finále

### Ženská dvouhra
- Angelique Kerberová vs.  Kaja Juvanová, 7–6(7–5), 6–7(0–7), 7–6(7–5)

### Ženská čtyřhra
- Nicole Melicharová-Martinezová /  Darja Savilleová vs.  Lucie Hradecká /  Sania Mirzaová, 5–7, 7–5, [10–6]